# Brouwerij Boelens

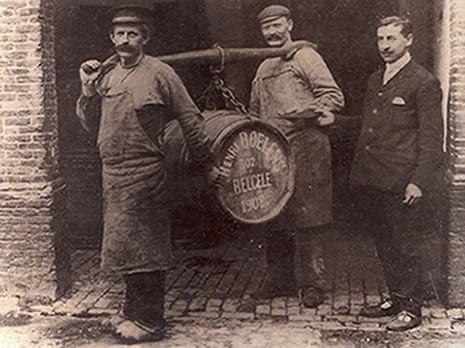
De brouwerij in 1908.

Brouwerij Boelens is thans een ambachtelijke bierbrouwerij in het Oost-Vlaamse Belsele (Sint-Niklaas) in België, opgericht rond 1850 in de Kerkstraat, eerst onder naam De Meester-Boelens en vervolgens als Boelens-De Meester.

## Families
Twee families liggen aan de basis van de Brouwerij De Meester-Boelens: de familie Boelens was afkomstig uit Lokeren en waren daar eigenaar van een brouwerij. In Belsele bezat de familie De Meester de Brouwerij De Valk. Bij de stichting rond 1850 werd de brouwerij De Meester-Boelens genoemd, maar na het overlijden van de stichter in 1897 veranderde de naam in Boelens-De Meester.
De stichter De Meester stierf kinderloos, daarom vroeg men een neef uit de aangetrouwde familie Boelens om de brouwerij voort te zetten. Henri Boelens aanvaardde dit, maar huwde op zijn beurt met iemand uit de andere familie, nl. met Maria De Meester, vandaar de naamswijziging.

## Bottelen
In 1915 werd de brouwketels van Brouwerij Boelens aangeslagen door de Duitsers. De familie Boelens kon echter met de toelating van de bezetter verder bottelen, na aankoop van zijn drank bij andere brouwerijen. Na de Eerste Wereldoorlog bleef men verder werken met het bottelen alleen, en dit tot midden 20e eeuw. Daarnaast fungeerde het bedrijf ook als bierhandel.
Even voor de Tweede Wereldoorlog overleed Henri Boelens en zijn zoon Hubert nam de zaak over. Hubert Boelens was tevens burgemeester van Belsele van 1948 tot 1958.

## Nieuwe start
Na de Tweede Wereldoorlog verdwenen de meeste kleine brouwerijen door overname van de grotere spelers. Brouwerij Boelens veranderde van strategie en stopte met de huis-aan-huis bedeling van bier door over te schakelen op selfservice.
Ondertussen rijpte het idee bij zoon Kris Boelens om met een eigen streekbier terug op de markt te komen én zelf te brouwen. In 1993 startte men terug met het ambachtelijk brouwen, nu draait men een jaaromzet van 1.000 hectoliter. Het zijn vooral eigen streekbieren maar ook gelegenheidsbieren op bestelling.
Begin 2011 kocht brouwerij Boelens een nieuwe brouwzaal en nieuwe lagertanks. De capaciteit zou hiermee naar 25 hl (2.500l) per brouwsel gaan en door het 3-vesselsysteem naar 50 hl (5.000l) per brouwdag. Bij het 3-vesselsysteem kunnen er 2 brouwsels simultaan worden afgewerkt.
In 2014 is Yannick Boelens in de brouwerij toegetreden. Hij is de 4de generatie brouwer te Belsele.

## Bieren
De verschillende bieren die te Belsele worden gebrouwen: het best verkochte Bieken en Tripel Klok; rond kerstmis Santa Bee; het bruin honingbier Dubbel Klok (voorheen Pa-Gijs, ter herdenking van de Boerenkrijg in Overmere); het fruitbier Waase Kriek; het blond tarwebier Waaslander en het amberbier Waase Wolf.
Het aardbeienbier Prinsesken wordt niet meer gebrouwen.